# Karl Bitterauf
Karl Bitterauf (vollständiger Name Karl Eduard Bitterauf, * 2. Januar 1874 in Windsheim; † 27. Oktober 1940 in Amberg) war ein deutscher Klassischer Philologe, Naturwissenschaftshistoriker und Gymnasiallehrer.

## Leben
Karl Bitterauf stammte aus einer fränkischen Handwerkerfamilie. Seine Vorfahren väterlicherseits waren seit mindestens drei Generationen Schlossermeister, so auch sein Vater Joseph Bitterauf, der auch dem Magistrat der Stadt Windsheim angehörte; seine Mutter war Henrike geb. Müller.
Bitterauf besuchte die Volksschule und die Lateinschule seiner Heimatstadt und danach das humanistische Gymnasium in Erlangen. Nach der Reifeprüfung (1892) studierte er Evangelische Theologie und Klassische Philologie an den Universitäten in Erlangen und Berlin. 1894, bei seinem Wechsel an die Universität München, gab er das Theologiestudium auf und ging ganz zur Klassischen Philologie über. Er gehörte sechs Semester lang dem Philologischen Seminar unter Wilhelm von Christ, Iwan von Müller und Eduard von Wölfflin an, die letzten zwei Semester als Senior. Wilhelm von Christ gab ihm den Auftrag, die Druckbögen einer neuen Ausgabe von Aristoteles’ Parva naturalia durchzusehen. Aus dieser Arbeit ergaben sich für Bitterauf reiche Anregungen, die ihm eine Reise nach Rom nahelegten, um Aristoteles-Handschriften einzusehen. Für diese Reise unterstützte ihn die Bayerische Akademie der Wissenschaften 1899 mit 200 Mark aus dem Thereianos-Fonds.
Den Vorbereitungsdienst für das höhere Lehramt absolvierte Bitterauf ab 1898 am Maximiliansgymnasium München und am daran angeschlossenen pädagogischen Seminar. 1899 wechselte er an das humanistische Gymnasium in Ingolstadt. Seine Doktorarbeit veröffentlichte er 1900 in dessen Schulprogramm. Zum 1. April 1902 ging Bitterauf als Studienlehrer an das Progymnasium in Windsbach, zum 1. September 1906 an das Alte Gymnasium in Würzburg und spätestens 1910 an das Königliche humanistische Gymnasium in Kempten (Allgäu). Dort wurde ihm am 1. Oktober 1910 der Professorentitel verliehen.
Am 26. Juni 1914 wurde Bitterauf zum Rektor des Progymnasiums in Homburg berufen. Er trat sein neues Amt am 1. September 1914 an und wirkte dort 14 Jahre lang, ab 1919 als Oberstudiendirektor. Unter seiner Leitung wurde das Progymnasium zu einem Reformrealgymnasium Frankfurter Typs umgestaltet. 1928 wechselte Bitterauf als Rektor an das humanistische Gymnasium in Schweinfurt. In der Zeit des Nationalsozialismus gab Bitterauf die Schulleitung ab und wurde als Oberstudienrat an das Gymnasium in Amberg versetzt. Dort führte er vom 4. Juni bis 16. November 1934 kommissarisch die Direktoratsgeschäfte, nachdem der Schulleiter Michael Flemisch in den Ruhestand getreten war. Bitterauf selbst wurde zum 28. Juli 1938 pensioniert und starb zwei Jahre später in Amberg.

## Wissenschaftliches Werk
Bitteraufs wissenschaftliche Arbeit galt vor allem den biologischen Schriften des Aristoteles. Seine Studien zu den Parva naturalia kamen wegen häufiger Versetzungen über die Anfänge nicht hinaus. Bitterauf blieb jedoch der Aristotelesforschung verbunden, indem er Rezensionen verfasste. In Würzburg legte ihm der Direktor Leonhard Dittmeyer, selbst Aristoteles-Forscher, eine neue Aufgabe ans Herz: die Edition der Schrift De generatione animalium für die Bibliotheca Teubneriana. Nach längerem Zögern sagte Bitterauf zu, übernahm Dittmeyers Material und ließ selbst noch zwei Handschriften fotografieren. Zu diesem Zweck bewilligte ihm die Bayerische Akademie der Wissenschaften 1911 erneut 300 Mark aus dem Thereianosfonds.
Als Frucht seiner Bemühungen veröffentlichte Bitterauf einige Vorarbeiten zur Textgeschichte und Textkritik der Schrift De generatione animalium. Daneben beschäftigte er sich auch mit einem sophistischen Traktat des 4. Jahrhunderts v. Chr., dem sogenannten Anonymus Iamblichi. Diese Studie arbeitete weitgehend vollständig die Forschungsliteratur zu diesem Werk auf, verankerte es in der philosophischen und rhetorischen Tradition seiner Zeit und bekräftigte das Urteil, dass der Verfasser nicht sicher zu ermitteln sei. In seiner Zeit als Schulleiter kam seine wissenschaftliche Arbeit allmählich zum Erliegen. Die Aristoteles-Edition war so weit gediehen, dass sein Kollege Hans Meyer sie um 1918 für einen Aufsatz benutzen konnte. Zur Publikation kam es jedoch nicht. Erst 1967 veröffentlichte Hendrik Joan Drossaart Lulofs in der Reihe Oxford Classical Texts eine eigene Edition, die Bitteraufs Textstudien einbezog.

## Schriften (Auswahl)
- Quaestiunculae criticae ad Aristotelis Parva naturalia pertinentes. München 1900 (Dissertation); wiederholt im Programm des Humanistischen Gymnasiums Ingolstadt, Schuljahr 1899/1900
- Der Anonymus Jamblichi. In: Bayerische Blätter für das Gymnasial-Schulwesen. Band 46, 1910, S. 321–333
- Der Schlußteil der Aristotelischen Biologie. Beiträge zur Textgeschichte und Textkritik der Schrift ‚De generatione animalium‘. Kempten 1913 (Schulprogramm)
- Neue Textstudien zum Schlußteil der Aristotelischen Biologie. Kempten 1914 (Schulprogramm)
- Anonymus Iamblichi. In: Paulys Realencyclopädie der classischen Altertumswissenschaft (RE). Supplementband III, Stuttgart 1918, Sp. 116–118.